# Ubaldo Fillol
Ubaldo Matildo Fillol, também conhecido como "El Pato" (San Miguel del Monte, 21 de julho de 1950) é um ex-futebolista argentino, considerado como um dos maiores goleiros na história da Argentina. Peça fundamental na conquista da Copa do Mundo de 1978 pelo seu país, tendo conquistado a posição de titular dois anos antes e mesmo assim foi considerado o melhor goleiro daquele Mundial.
É pai do comediante e músico brasileiro Fabiano Cambota, fruto de um relacionamento com uma cidadã brasileira durante sua passagem pelo Brasil em meados da década de 1980. Cambota ganhou notoriedade no país como vocalista da banda Pedra Letícia e como apresentador do programa de comédia "A Culpa é do Cabral", no canal Comedy Central Brasil.

## Carreira
El Pato atuou por muitos clubes argentinos, incluindo o Quilmes, clube que o projetou para o futebol, Racing, Argentinos Juniors e Vélez Sarsfield. Porém, foi jogando no River Plate, que Fillol viveu o período de maiores glórias em sua carreira.
Fillol defendeu a Seleção Argentina nas Copas do Mundo de 74, 78 e 82, tendo conquistado o título de campeão do mundo em 1978.
Em 1980, gravou um LP chamado "Gracias Fillol", onde ele ensina seus segredos e dicas para ser um bom cortador de bolas, acompanhado por um simples grupo de crianças, chamado "Coro Los Patitos", que o agradecem os ensinamentos lhe deram.
No Brasil, Fillol jogou pelo Flamengo e, apesar do pouco tempo que ficou na Gávea, marcou seu nome na história do clube. Porém na final do estadual contra o Fluminense, levou um gol no final da partida que tirou o título do time da Gávea.
Encerrada sua carreira como jogador, passou a atuar como treinador de goleiros, tendo participado da comissão técnica do Racing e da Seleção Argentina.

## Títulos
River Plate
- Campeonato Metropolitano: 1975, 1977, 1979
- Campeonato Argentino: 1975, 1977, 1979, 1981
- Torneio 4ºCentenário da Cidade de Buenos Aires: 1980

Seleção Argentina
- Copa do Mundo: 1978

Flamengo
- Taça Guanabara: 1984
- Taça Rio : 1985

Atlético de Madrid
- Supercopa da Espanha: 1985

Racing
- Supercopa Sul-Americana:1988

## Seleção da América do Sul de Todos os Tempos
Foi escolhido ainda para integrar a seleção da América do Sul de todos os tempos. A enquete foi realizada com cronistas esportivos de todo o mundo.
| Jogador               | País      |
| --------------------- | --------- |
| Fillol                | Argentina |
| Carlos Alberto Torres | Brasil    |
| Figueroa              | Chile     |
| Daniel Passarella     | Argentina |
| Nilton Santos         | Brasil    |
| Maradona              | Argentina |
| Di Stéfano            | Argentina |
| Rivelino              | Brasil    |
| Zico                  | Brasil    |
| Garrincha             | Brasil    |
| Pelé                  | Brasil    |

## Prêmios
- 1977 - Olimpia de Plata de Melhor Jogador Argentino do Ano
- 2016 - Um dos 11 eleitos pela AFA para a Seleção Argentina de Todos os Tempos.[3]

Nota: Esta foi a primeira vez que um goleiro teve a honra de receber este prêmio.